# Треска за трохи
„Треска за трохи“ е трилогия от Филип Рийв, която се състои от книгите Fever Crumb (2009), A Web of Air (2010) и Scrivener's Moon (2011).